# Resident Evil: Operation Raccoon City
Resident Evil: Operation Raccoon City (kendt i Japan som Biohazard: Operation Racoon City) er et kommende spil i det populære, japanske spil-serie, Resident Evil. Spillet blev annonceret ved et uheld i Official Xbox Magazine's maj udgave i marts 2011. Kort efter afsløringen besluttede Capcoms europæiske afdeling at officielt annoncere spillet.
Spillet er sat med tredje-person view og bliver udviklet af Capcom selv og den canadiske SOCOM udvikler, Slant Six Games, til Xbox 360, PlayStation 3 og PC. Spillet er på nuværende tidspunkt sat til at blive udgivet d. 22 Marts 2012.

## Historie
Spillet finder sted i Raccoon City under hændelserne, der fandt sted i Resident Evil 2 og 3: Nemesis. I spillet tager man rollen som Umbrella Corporations soldater: vector,lupo,spectre,beltway,betha og four four eye. Det er blevet bekræftet, at Leon S. Kennedy, fra tidligere Resident Evil spil såsom Resident Evil 4 og 2, vender tilbage.